# Антрім (Нью-Гемпшир)
Антрім (англ. Antrim) — місто (англ. town) в США, в окрузі Гіллсборо штату Нью-Гемпшир. Населення — 2651 особа (2020).

## Демографія
Згідно з переписом 2010 року, у місті мешкало 2637 осіб у 1055 домогосподарствах у складі 727 родин. Було 1329 помешкань
Расовий склад населення:
| - 97,4 % — білих - 0,4 % — азіатів - 0,3 % — чорних або афроамериканців - 0,2 % — корінних американців |

До двох чи більше рас належало 1,6 %. Частка іспаномовних становила 1,2 % від усіх жителів.
За віковим діапазоном населення розподілялося таким чином: 22,7 % — особи молодші 18 років, 64,0 % — особи у віці 18—64 років, 13,3 % — особи у віці 65 років та старші. Медіана віку мешканця становила 43,5 року. На 100 осіб жіночої статі у місті припадало 97,7 чоловіків;  на 100 жінок у віці від 18 років та старших — 97,9 чоловіків також старших 18 років.
Середній дохід на одне домашнє господарство  становив 74 828 доларів США (медіана — 64 886), а середній дохід на одну сім'ю — 81 668 доларів (медіана — 71 696). Медіана доходів становила 50 054 долари для чоловіків та 36 111 долар для жінок. За межею бідності перебувало 12,9 % осіб, у тому числі 15,4 % дітей у віці до 18 років та 4,0 % осіб у віці 65 років та старших.
Цивільне працевлаштоване населення становило 1314 осіб. Основні галузі зайнятості: освіта, охорона здоров'я та соціальна допомога — 24,0 %, виробництво — 17,0 %, будівництво — 11,7 %, роздрібна торгівля — 11,0 %.